# Kommunalvalget i Esbjerg Kommune 2013
Den 19. november 2013 blev afholdt kommunal- og regionsrådsvalg i Danmark, og dermed i Esbjerg Kommune. 
Ved kommunalvalget var der opstillet kandidater på 9 kandidatlister. Stemmeprocenten lå på 68,94 % svarende til at 62.478 af de 90.625 stemmeberettigede afgav deres stemme. Kun 6 af de opstillede partier opnåede mindst et mandat. Radikale Venstre blev partiet med færrest stemmer (1,5 %), efterfulgt af lokallisten Empartiet (1,7 %) og Liberal Alliance (2,0 %).

## Resultater
| Mandatnr. | Navn                       | Parti                       |
| --------- | -------------------------- | --------------------------- |
| 1         | Johnny Søtrup              | Venstre                     |
| 2         | John Snedker               | Socialdemokratiet           |
| 3         | Jakob Lose                 | Venstre                     |
| 4         | Anders Kronborg            | Socialdemokratiet           |
| 5         | Henning Ravn               | Venstre                     |
| 6         | Jesper Frost Rasmussen     | Venstre                     |
| 7         | Mussa Utto                 | Socialdemokratiet           |
| 8         | Bente Bendix               | Venstre                     |
| 9         | Henning Overgaard          | Enhedslisten                |
| 10        | Freddie H. Madsen          | Dansk Folkeparti            |
| 11        | Kurt Bjerrum               | Venstre                     |
| 12        | Connie Geissler            | Socialdemokratiet           |
| 13        | Alex Sørensen              | Venstre                     |
| 14        | Diana Mose Olsen           | Socialistisk Folkeparti     |
| 15        | Henrik Vallø               | Det Konservative Folkeparti |
| 16        | Kurt Jakobsen              | Venstre                     |
| 17        | Erik Christiansen          | Socialdemokratiet           |
| 18        | Annemette Knudsen Andersen | Venstre                     |
| 19        | Ulla Koman                 | Socialdemokratiet           |
| 20        | Karsten Degnbol            | Venstre                     |
| 21        | Henrik Andersen            | Venstre                     |
| 22        | Hans Erik Møller           | Socialdemokratiet           |
| 23        | Kim Madsen                 | Dansk Folkeparti            |
| 24        | Sarah Nørris               | Enhedslisten                |
| 25        | Jørn Schultz               | Venstre                     |
| 26        | Jørgen Ahlquist            | Socialdemokratiet           |
| 27        | Anders Rohr Jørgensen      | Venstre                     |
| 28        | Tommy Noer                 | Venstre                     |
| 29        | Søren Heide Lambertsen     | Socialdemokratiet           |
| 30        | Jens Vind                  | Venstre                     |
| 31        | Jørn Boesen Andersen       | Socialistisk Folkeparti     |